# Crytea mbeyana
Crytea mbeyana là một loài tò vò trong họ Ichneumonidae.